# 2004年度新城勁爆頒獎禮得獎名單
新城勁爆頒獎禮2004的主題為「樂壇起飛 全城敬禮」，已於2004年12月26日假香港會議展覽中心頒發。

## 新城勁爆歌曲
1. 一拍兩散 ——（容祖兒）

2. 世上只有 ——（容祖兒）

3. 女人味 ——（Twins）

4. 假使我漂亮 ——（關心妍）

5. 艷光四射 ——（何韻詩）

6. 香港地 ——（陳冠希 Featuring 陳奐仁、MC仁）

7. 翡翠劇場 ——（黃耀明）

8. 按摩女郎 ——（劉德華）

9. 無須擔心 ——（劉德華）

10. 美中不足 ——（許志安 Featuring 葉德嫻）

11. 學行 ——（許志安）

12. 嫁妝 ——（陳慧琳）

13. 吻別的位置 ——（李克勤）

14. 空中飛人 ——（李克勤）

15. 嗱嗱聲 ——（譚詠麟、李克勤）

16. 生還者 ——（余文樂）

17. 小城大事 ——（楊千嬅）

18. 愛與誠 ——（古巨基）

19. 艦隊 ——（梁漢文）

20. 大方 ——（方力申）

21. 娛樂大家 ——（梁詠琪）

## 新城勁爆年度歌曲大獎
- 小城大事 ——（楊千嬅）

## 新城勁爆新人王（女歌手）
- 吳日言
- 梁洛施

## 新城勁爆新人王（男歌手）
- 劉浩龍

## 新城勁爆新人王（組合）
- 女生宿舍
- Ping Pung

## 新城勁爆新人王（海外歌手）
- 張韶涵

## 新城勁爆新登場女歌手
- 官恩娜
- 薛凱琪
- 鄧穎芝

## 新城勁爆新登場男歌手
- 房祖名
- 周國賢
- 藍奕邦

## 新城勁爆新登場組合
- Bliss
- Cream

## 新城勁爆新登場海外歌手
- 黃義達
- 與非門
- 飛兒樂團

## 新城勁爆卡拉OK歌曲
- 世上只有 ——（容祖兒）
- 私家歌 ——（葉文輝）
- 愛與誠 ——（古巨基）
- 愛是最大權利 ——（Ping Pung）
- 美中不足 ——（許志安 Featuring 葉德嫻）

## 新城勁爆合唱歌曲
- 砒霜合唱版——（林保怡、黎姿）
- 好好戀愛 ——（方力申、鄧麗欣）
- 停電 ——（陳小春、黃馨）

## 新城勁爆原創歌曲
- 前戲 ——（傅珮嘉）
- 洗剪吹 ——（吳浩康）
- 算數 ——（盧巧音）
- 奇洛李維斯回信 ——（薛凱琪）
- 艷光四射 ——（何韻詩）

## 新城勁爆大碟
- nin9 2 5ive ——（容祖兒）
- Show up 容祖兒演唱會 Live CD ——（容祖兒）
- 大雄 ——（古巨基）

## 新城勁爆創作大碟
- am/pm ——（張敬軒）

## 新城勁爆國語歌曲
- 獨照 ——（容祖兒）
- 快 ——（謝霆鋒）
- 海盜 ——（蔡依林）

## 新城勁爆國語女歌手
- 蔡依林

## 新城勁爆國語男歌手
- 劉德華

## 新城勁爆國語組合
- Twins

## 新城勁爆創作歌手（女歌手）
- 梁詠琪

## 新城勁爆創作歌手（男歌手）
- 謝霆鋒

## 新城勁爆人氣歌手（女歌手）
- 鄭希怡

## 新城勁爆人氣歌手（男歌手）
- 方力申

## 新城勁爆女歌手
- 容祖兒
- 楊千嬅
- 梁詠琪

## 新城勁爆男歌手
- 劉德華
- 許志安
- 李克勤
- 古巨基
- 梁漢文

## 新城勁爆組合
- Twins
- Boy'z
- Cookies
- 2R

## 新城勁爆亞洲女歌手
- 蔡依林

## 新城勁爆亞洲男歌手
- 許志安

## 新城勁爆播放指數大獎
- 吻別的位置 ——（李克勤）

## 新城全國樂迷投選勁爆女歌手
- 陳慧琳

## 新城全國樂迷投選勁爆男歌手
- 劉德華

## 新城全國樂迷投選勁爆組合
- Twins

## 新城全球勁爆舞台大獎
- 劉德華

## 新城全球勁爆歌手
- 劉德華
- 許志安
- 陳慧琳
- 李克勤

## 新城全球勁爆歌曲
- 美中不足 ——（許志安 Featuring 葉德嫻）

## 四台聯頒音樂大獎 - 歌曲獎
- 吻別的位置 ——（李克勤）
- 小城大事 ——（楊千嬅）

## 新城勁爆榮譽大獎
- 黃霑

## 新城勁爆跳舞歌曲
- 花多眼亂 ——（鄭希怡）
- 超時空接觸 ——（Boy'z、Twins、梁洛施）
- 紅花會 ——（鄭融）
- 派對動物 ——（Cookies）
- 真功夫 ——（麥浚龍）
- 好睇 ——（黃伊汶）

## 新城勁爆全國新登場香港歌手
- 蕭正楠

## 新城勁爆我最欣賞新登場女歌手
- 薛凱琪

## 新城勁爆我最欣賞新登場男歌手
- 劉浩龍

## 新城勁爆我最欣賞新登場組合
- Ping Pung

## 新城勁爆我最欣賞歌曲
- 愛與誠 ——（古巨基）